# Heber (postać biblijna)
Heber lub Eber (hebr. עֵבֶר) – postać biblijna ze Starego Testamentu, syn Szelacha. Eponimiczny przodek Hebrajczyków.
Ojciec Pelega i Joktana. Księga Rodzaju podaje dwa różne rodowody jego potomków: najpierw od Joktana (Rdz 10,21-31), następnie od Pelega (Rdz 11,14-17). Obydwie genealogie zostały połączone w 1 Księdze Kronik (1Krn 1,17-27).
W proroctwie Balaama (Lb 24,24) imię Ebera użyte zostało jako nazwa geograficzna na oznaczenie drugiej obok Aszszuru krainy, do której przybywały okręty z Kittim, prawdopodobnie w znaczeniu ziem położonych „po drugiej stronie” rzeki (przypuszczalnie Jordanu). Wzmianka ta wiąże się z ustępem Rdz 10,30, według którego synowie Joktana mieszkali w kraju rozciągającym się od Meszy do wyżyny wschodniej.